# PLCC (bankowość)
PLCC (z ang. Private Label Credit Card) W tłumaczeniu oznacza to kartę kredytową z "prywatnym" logo, czyli kartę funkcjonującą poza uniwersalnym systemem rozliczeniowym, takim jaka Visa czy Mastercard. Konstrukcja karty PLCC wymaga zawarcia umowy i ustanowienia mechanizmów autoryzacji i rozliczeń pomiędzy podmiotem akceptującym płatności a bankiem który odpowiada za wydanie i obsługę takiej karty.
Karty PLCC można więc używać jedynie w ramach transakcji z jednym podmiotem (np. siecią sklepów). Motywem istnienia takiej karty jest często brak konieczności ponoszenia opłaty interchange, obowiązującej w przypadku wydania karty w systemie uniwersalnym. W takiej sytuacji zarówno bank-wydawca jak i partner mają swobodę w kształtowaniu zasad wzajemnych rozliczeń.
Przez długi czas kartami PLCC były karty wydawane dla sieci hipermarketów takich jak Tesco, Castorama, GÉANT itp. Z biegiem czasu część tych kart otrzymała logo organizacji płatniczych. Obecnym przykładem kart PLCC są np. karty: Makro wydawane przez GE Money Bank lub Polskie Składy Budowlane.